# Euclide Tsakalotos
Pour les articles homonymes, voir Euclide et Tsakalotos.
Euclide Tsakalotos (en grec Ευκλείδης Τσακαλώτος, Efklídis Tsakalótos), né le 19 juin 1960 à Rotterdam, est un économiste et homme politique grec.
Il est ministre des Finances de juillet à août 2015, puis entre septembre 2015 et juillet 2019.

## Biographie

### Études et carrière professionnelle
Né à Rotterdam, il est élève à la St Paul's School de Londres, puis poursuit des études en science politique, philosophie et économie au Queen's College à Oxford où il est nommé B.A. puis docteur en philosophie (D.Phil).
En 1989, il intègre l'université du Sussex (M.Phil.) pour se consacrer à la recherche, puis pour y enseigner l'économie. Il est aussi professeur à l'université d'économie d'Athènes et a enseigné à l'université du Kent.

### Engagement politique
Efklídis Tsakalotos fait partie de l'équipe affectée à la rédaction du programme économique de SYRIZA (Coalition de la gauche radicale). À partir de 2012, il est chargé des finances dans le cabinet fantôme du parti. 
Lors des élections législatives grecques de mai 2012, il est élu membre du Parlement à Athènes. Il est réélu en juin 2012 et janvier 2015.
Porte-parole sur les questions économiques pour SYRIZA au Parlement, vice-ministre des Affaires étrangères chargé des questions économiques, et, à partir d'avril 2015 coordinateur des négociations avec les créanciers de la Grèce, Efklídis Tsakalótos est chargé par Aléxis Tsípras, en juin 2015, de remplacer le ministre des Finances, Yánis Varoufákis, lors de plusieurs réunions de négociations avec l'Eurogroupe.
Le 6 juillet 2015, au lendemain de la victoire du « non » au référendum portant sur les négociations entre la Grèce et la troïka dans le cadre de la crise de la dette publique grecque, il est nommé ministre des Finances à la place de Yánis Varoufákis, démissionnaire.

## Vie personnelle
Marié à une économiste écossaise, il habite une villa dans un quartier aisé d'Athènes. Il parle couramment l'anglais.

## Publications
- (en) Euclid Tsakalotos, Alternative Economic Strategies : The Case of Greece, thèse de son doctorat de l'université d'Oxford, 1989.
- (en) Euclid Tsakalotos, « Structural Change and Macroeconomic Policy: The Case of Greece », International Review of Applied Economics, septembre 1991, p. 253-276.
- (en) Heather D. Gibson et Euclid Tsakalotos, « European Monetary Union and Macroeconomic Policy in Southern Europe: The Case for Positive Integration », Journal of Public Policy, Vol. 11 No. 3, 1991, p. 249-273.
- (en) Andrew Henley et Euclid Tsakalotos, « Corporatism, Profit Squeeze and Investment », Cambridge Journal of Economics, Volume 15 Numéro 4, décembre 1991, p. 425-450.
- (en) Heather D. Gibson et Euclid Tsakalotos, Economic Integration and Financial Liberalization Prospects for Southern Europe, 1992.
- (en) Andrew Henley et Euclid Tsakalotos, « Corporatism and the European Labour Market after 1992 », British Journal of Industrial Relations, Volume 30 Issue 4, décembre 1992, p. 567–586.
- (en) Andrew Henley et Euclid Tsakalotos, Corporatism and Economic Performance: A Comparative Analysis of Market Economies, 1993.
- (en) Heather D. Gibson et Euclid Tsakalotos, « European Integration and the Banking Sector in Southern Europe: Competition, Efficiency and Structure », Quarterly Review - Banca nazionale del lavoro, 1993, p. 299-325.
- (en) Heather D. Gibson et Euclid Tsakalotos, « Testing a Flow Model of Capital Flight in Five European Countries », The Manchester School, Volume 61 Issue 2, juin 1993, p. 144–166.
- (en) Heather D. Gibson et Euclid Tsakalotos, « The Scope and Limits of Financial Liberalisation in Developing Countries: A Critical Survey », Journal of Development Studies, 1994, Volume 30, Numéro 3, p. 578-628.
- (en) Andrew P. Dickerson, Heather D. Gibson et Euclid Tsakalotos, « Short-termism and Underinvestment: The Influence of Financial Systems », The Manchester School, décembre 1995, Volume 63 Numéro 4, p. 351-367.
- (en) Andrew P. Dickerson, Heather D. Gibson et Euclid Tsakalotos, « The Impact of Acquisitions on Company Performance: Evidence from a Large Panel of UK Firms », Oxford Economic Papers, 1997, Volume 49 Numéro 3, p. 344-361.
- (en) Euclid Tsakalotos, « The Political Economy of Social Democratic Economic Policies: The PASOK Experiment in Greece », Oxford Review of Economic Policy, Volume 14 Numéro 1, 1998, p. 114-138.
- (en) Andrew P. Dickerson, Heather D. Gibson et Euclid Tsakalotos, « Takeover Risk and Dividend Strategy: A Study of UK Firms », The Journal of Industrial Economics, Vol. 46 No. 3, septembre 1998, p. 281-300.
- (en) Alan Carruth, Heather D. Gibson et Euclid Tsakalotos, « Are Aggregate Consumption Relationships Similar Across the European Union? », Regional Studies, Volume 33 Issue 1, 1999, p. 17-26.
- (en) Andrew P. Dickerson, Heather D. Gibson et Euclid Tsakalotos, « Takeover Risk and the Market for Corporate Control: The Experience of British Firms in the 1970s and 1980s », International Journal of Industrial Organization, Volume 20 Issue 8, octobre 2002, p. 1167–1195.
- (en) Antigone Lyberaki et Euclid Tsakalotos, « Reforming the Economy without Society: Social and Institutional Constraints to Economic Reform in post-1974 Greece », New Political Economy, Volume 7 Issue 1, 2002, p. 93-114.
- (en) Sophocles Brissmis, Heather D. Gibson et Euclid Tsakalotos, « A Unifying Framework for Analysing Offsetting Capital Flows and Sterilization: Germany and the ERM », International Journal of Finance and Economics, Volume 7 Numéro 1, 2002, p. 63-78.
- (en) Andrew P. Dickerson, Heather D. Gibson et Euclid Tsakalotos, « Internal vs External Financing of Acquisitions: Do managers squander retained profits? », Oxford Bulletin of Economics and Statistics, Volume 62 Issue 3, p. 417-431.
- (en) Andrew P. Dickerson, Heather D. Gibson et Euclid Tsakalotos, « Is attack the best form of defence? A competing Risks Analysis of acquisition activity in the UK », Cambridge Journal of Economics, Volume 27 Numéro 3, mai 2003, p. 337-357.
- (en) Euclid Tsakalotos, « Homo Economicus, Political Economy and Socialism », Science & Society, Vol. 68 Issue 2, été 2004, p. 137-160.
- (en) Euclid Tsakalotos, « Market Constraints, Economic Performance and Political Power: Modernizers versus Leftists », Socio-Economic Review, 2004, p. 415-424.
- (en) Heather D. Gibson et Euclid Tsakalotos, « Capital Flows and Speculative Attacks in Prospective EU Member States », Economics of Transition, Volume 12 Issue 3, septembre 2004, p. 559-586.
- (en) Euclid Tsakalotos, « Homo economicus and the Reconstruction of Political Economy: Six Theses on the Role of Values in Economics », Cambridge Journal of Economics, 2005, p. 893-908.
- (en) Euclid Tsakalotos, « Social Conflict and the Effectiveness of Aggredate Demand Management Policies », Review of Radical Political Economics, vol. 38, printemps 2006, p. 214-242.
- (en) Euclid Tsakalotos, « Competitive Equilibrium and the Social Ethos: Understanding the Inegalitarian Dynamics of Liberal Market Economies », Politics and Society, vol. 35, septembre 2007, p. 427-446.
- (en) Christos Laskos et Euclid Tsakalotos, « Greek Neo-liberalism in Fat and Lean Times », Pôle Sud, no 38, 2013, p. 33-52.